# Államok vezetőinek listája 177-ben
Ezen az oldalon az i. sz. 177-ben fennálló államok vezetőinek névsora olvasható földrészek, majd országok szerinti bontásban. 

## Európa
- Boszporoszi Királyság
  - Király: II. Szauromatész (174/175–210/211)

- Római Birodalom
  - Császár: Marcus Aurelius (161–180) 
    - Consul: Lucius Aelius Aurelius Commodus
    - Consul: Marcus Peducaeus Plautius Quintillus

  - Britannia provincia
  - Legatus: Caerellius Priscus (kb. 177–182)

## Ázsia
- Armenia
  - Király: Szohaimosz 2x (163–180)

- Elümaisz
  - Király: V. Oródész (kb. 170-kb. 180)

- Harakéné
  - Király: II. Abinergaosz (165–180)

- Hsziungnuk
  - Sanjü: Tutö Zsusi Csucsiu (172-178)

- Ibériai Királyság
  - Király: II. Paraszmenész (135–185)

- India
  - Anuradhapura
    - Király: Kanitha Tissza (165–193)

  - Szátaváhana Birodalom
    - Király: III. Szrí Jadzsna Szátakarni (170–199)

- Japán
  - Császár: Szeimu (131–191)

- Kína (Han-dinasztia)
  - Császár: Han Ling-ti (168–189)

- Korea
  - Pekcse
    - Király: Cshogo (166–214)

  - Kogurjo
    - Király: Sinde (165–179)

  - Silla
    - Király: Adalla (154-184)

  - Kumgvan Kaja
    - Király: Szuro (42–199?)

- Kusán Birodalom
  - Király: Huviska (140–183)

- Oszroéné
  - Király: VIII. Abgar (167–212)

- Pártus Birodalom
  - Nagykirály: IV. Vologaészész (147-191)

## Afrika
- Római Birodalom
  - Aegyptus provincia
    - Praefectus: Titus Pactumeius Magnus (176–179)

- Kusita Királyság
  - Kusita uralkodók listája

## Fordítás
- Ez a szócikk részben vagy egészben  a   Liste der Staatsoberhäupter 177 című német Wikipédia-szócikk ezen változatának fordításán alapul.  Az eredeti cikk szerkesztőit annak laptörténete sorolja fel. Ez a jelzés csupán a megfogalmazás eredetét és a szerzői jogokat jelzi, nem szolgál a cikkben szereplő információk forrásmegjelöléseként.